# Ай (река, Сахалин)
Ай — река на острове Сахалин. Впадает в Охотское море.
Протекает по Долинскому району Сахалинской области.
Длина реки — 33 км. Площадь водосборного бассейна 140 км². Берёт начало с Долинского хребта. В устье находится село Советское.
Название вероятно произошло от айнского Аи — «приток реки».

## Данные водного реестра
По данным государственного водного реестра России относится к Амурскому бассейновому округу.
Код объекта в государственном водном реестре — 20050000212118300005512.